# Société des forces motrices des Alpes-Maritimes
La Société des forces motrices des Alpes Maritimes a été fondée à la fin du XIXe siècle pour exploiter l'usine de La Mescla et alimenter Nice en électricité hydraulique.

## Histoire
Fondée en 1898 par Alexandre Durandy près de Malaussène, la société exploitait une grande chute d'eau située dans les spectaculaires gorges de la Mescla, dans lesquelles seront installées l'usine électrique de La Mescla, qui turbine les eaux provenant d'une prise sur le Var. En 1900, la société alimente Nice en énergie grâce à la première ligne à haute tension des Alpes-Maritimes. Le nombre des abonnés à l'électricité augmente, passant de 400 à Nice en 1900 à 7209 en 1914. Quand le débit des cours d'eau se réduit et menace la production, les usines à vapeur niçoises de Risso, Sainte-Agathe et Beausoleil prennent le relais. Une centrale thermique sera construite à Nice à Lingostière après la Première Guerre mondiale.
Un autre site de production électrique, l'usine de Plan du Var utilise un canal de fuite de l'usine de La Mescla, à l'amont
La Société des forces motrices des Alpes Maritimes est absorbée en 1905 par l'Énergie électrique du littoral méditerranéen, à qui elle avait d'abord loué son site de production électrique.